# L'onorata società
L'onorata società è un film italiano del 1961 diretto da Riccardo Pazzaglia.
Per Franco e Ciccio fu il primo film da protagonisti, il secondo in assoluto della loro carriera.

## Trama
Rosolino Trapani e Saruzzo Messina sono due ragazzi siciliani accusati di aver sedotto le figlie minorenni di un personaggio importante appartenente all'onorata società (ovvero una forma di criminalità organizzata). I due picciotti, che intanto si trovano a Roma, fanno conoscenza con le figlie del commendator Zappalà, che scoprono essere esportatore di arance in Inghilterra e uomo d'onore, il quale ha segretamente bisogno di trovare due mariti per le stesse, già sedotte e abbandonate a loro volta in dolce attesa. Qui vengono rintracciati dai cinque sicari inviati dall'onorata società mentre soggiornano presso l'albergo "Piccola Sicilia". Scappati dinanzi all'altare quando stavano per sposare le figlie di Zappalà, si ritrovano però costretti a tornare a piedi fino in Sicilia, dove sono attesi per le nozze e per il funerale.